# Esquirol pigmeu occidental
L'esquirol pigmeu occidental (Microsciurus mimulus) és una espècie de rosegador de la família dels esciúrids. Viu a Colòmbia i l'Equador. El seu hàbitat natural són els boscos perennifolis. Es creu que no hi ha cap amenaça significativa per a la supervivència d'aquesta espècie, encara que parts del seu entorn estan molt desforestades.
L'esquirol pigmeu occidental té una llargada corporal de 13,5-15 cm, sense comptar la cua, que mesura 9-5-11 ,5 cm. Pesa més o menys 120 g. És més comú a les planes. És un animal diürn que viu en solitari o en parelles. Busca aliments al sòl dels boscos i als arbres. Menja fruita, nous i insectes.